# Улица Стопиню
Улица Сто́пиню (латыш. Stopiņu iela) — улица в Латгальском предместье города Риги, в историческом районе Дарзциемс. Начинается от улицы Вестиенас, проходит в юго-восточном направлении и заканчивается перекрёстком с улицей Дарзциема.
Общая длина улицы Стопиню составляет 1331 метр. На всём протяжении имеет асфальтовое покрытие. Движение двустороннее. На участке между улицами Вестиенас и Ницгалес проходит маршрут автобуса № 13.

## История
Улица Стопиню упоминается с 1894 года, первоначально как Штуббензейская (Стуббензейская) улица ( Stubbenseesche (Stopinshofsche) Strasse, латыш. Ulenbrokas (Ulbrakas) muižas iela). Современное название, которое больше не изменялось, носит с 1923 года. Оно происходит от топонима «Стопини», давшего название пригородной Стопинской волости.

## Прилегающие улицы
Улица Стопиню пересекается со следующими улицами:
- Улица Вестиенас
- Улица Ницгалес
- Улица Лапсу
- Улица Стейгас
- Улица Гайсмас
- Улица Айзвару
- Улица Дарзциема